# Yoon Suk-yeol
Yoon Suk-yeol (윤석열?, Yun Seog-yeolLR, [jun.sʌ̹ŋ.nʲʌ̹l]; Seul, 18 dicembre 1960) è un politico e magistrato sudcoreano, Presidente della Corea del Sud dal 10 maggio 2022 al 4 aprile 2025.
Precedentemente, ha altresì ricoperto il ruolo di Procuratore generale del Paese dal 25 luglio 2019 al 4 marzo 2021. 
È stato il terzo presidente cattolico del Paese (fu battezzato col nome Ambrose) dopo Kim Dae-jung e Moon Jae-in.

## Biografia

### Primi anni
Yoon Suk-yeol è nato e cresciuto a Seul. Nel 1979 si diploma alla Chungam High School di Seoul e nel 1983 si laurea in giurisprudenza all'Università Nazionale di Seul. Ha poi svolto altre attività presso la stessa università, conseguendo un master presso la Facoltà di Giurisprudenza nel 1988. È stato ammesso all'albo degli avvocati nel 1991.

### Carriera professionale
Dal 1994 al 2001 lavora presso gli uffici dei procuratori distrettuali a Taegu, Seul e Pusan. Nel 2008 Yoon diventa il procuratore capo di Nonsan e dal 2009 al 2011 ha un incarico presso la Procura Suprema.
Nel 2013 diventa procuratore capo di Yeoju, dove conduce un'indagine speciale su un caso di brogli coinvolgenti il National Intelligence Service. Dal 2014 al 2016 lavora presso gli uffici dell'Alta Procura di Taegu e Daejeon.
Nel 2016 guida l'indagine speciale sullo scandalo di corruzione coinvolgente la presidente Park Geun-hye, culminante con la sua messa in stato d’accusa e procedura di impeachment. Nel 2017 diventa capo dell'ufficio del procuratore centrale di Seoul. Nel 2019 diventa Procuratore Generale della Corea del Sud, incarico che mantiene fino a marzo 2021.

### Presidenza
Yoon è nominato il 5 novembre 2021 come candidato del partito conservatore Partito del Potere Popolare per le elezioni del 2022. Il 9 marzo, giorno delle elezioni, sconfigge di poche centinaia di migliaia di voti l’avversario del Partito Democratico, Lee Jae-myung.
Sul fronte economico, ha annunciato di voler abolire la settimana lavorativa di 52 ore e di non fissare un limite massimo di ore lavorative, abolendo al contempo il salario minimo sudcoreano. Sul fronte della politica estera, Yoon ha promesso un approccio più duro nei confronti delle provocazioni della Corea del Nord, mostrando un atteggiamento meno moderato rispetto al suo predecessore, e ha promesso di rafforzare le relazioni con gli Stati Uniti e il Giappone e di essere più risoluto nei confronti della Cina. Alcuni giornali sudcoreani, inoltre, lo hanno paragonato a Donald Trump, sia per la retorica populista, sia per il suo approccio al tema delle discriminazioni e delle disuguaglianze di genere.
Nell'agosto 2022 il suo indice di popolarità era crollato al 19% dopo pochi mesi al potere.

#### Sospensione e rimozione dall’incarico
Il 3 dicembre 2024, frustrato da un forte stallo politico (già da tempo presente e solo esacerbatosi con le elezioni parlamentari dello stesso anno), Yoon ha proclamato in tarda serata la legge marziale, accusando l'opposizione, maggioritaria in parlamento, di essere “filo-nordcoreana” e responsabile del blocco delle funzioni statali. La misura, altamente controversa, è stata tuttavia annullata dall’Assemblea nazionale poche ore dopo, nel pieno della notte del giorno successivo, suscitando presto critiche sull’atteggiamento del governo.
Ben prima di questo momento, infatti, il mandato del Presidente era stato anche segnato da scandali personali e tensioni politiche, con un crollo vertiginoso della popolarità e un forte contesto di tensione politica, con gli analisti che hanno presto inserito l’atto in una più grande e crescente instabilità regionale, aggravata dalle continue minacce della Corea del Nord, in un desiderio personale di dimostrare forza esecutiva ed infine, anche in una certa radicalizzazione e polarizzazione del capo di Stato.
In questo contesto, dunque, terminata la legge marziale dopo circa 6 ore, l'opposizione sudcoreana ha quindi presentato contestualmente una mozione di impeachment per insurrezione, la quale tuttavia non è stata approvata, avendo fatto mancare il suo partito politico, il Partito del Potere Popolare (PPP), già diviso al suo interno, il quorum per deliberare, auspicando nelle dimissioni volontarie.
Il 14 dicembre, però, avendo l'opposizione ripresentato il giorno prima una nuova mozione di impeachment, e nonostante i parlamentari a lui vicini non avessero partecipato, Yoon è stato ufficialmente sospeso dal proprio incarico in attesa di un processo dinnanzi alla Corte costituzionale della Corea, ai sensi della Costituzione, avendo l'Assemblea nazionale dato luce verde al provvedimento con 204 favorevoli su 300.
Mentre, dunque, il potere passava al Primo ministro, Han Duk-soo (in quanto primo in linea di successione), sono presto scoppiate pacifiche manifestazioni di gioia per la decisione politica, mentre al sospeso presidente, ancora sito presso la sua residenza ufficiale e difesosi con un messaggio alla nazione, sono state imposti giudizialmente un divieto di espatrio ed una serie di perquisizioni, culminate infine nella richiesta della pubblica accusa di un mandato d’arresto.
Tentato dunque il fermo il 3 gennaio dell’anno successivo, a causa di una forte resistenza dei sostenitori di Yoon e del suo corpo di sicurezza personale, la polizia ha dovuto rinunciare e desistere, riprogrammando un nuovo tentativo per un altro giorno. Ciò ha fatto sì che, all’avvio dei procedimenti giudiziari (per giunta già più in ritardo del previsto a causa di una disputa sulla effettiva capacità di nomina di alcuni magistrati della Corte da parte del Presidente ad interim a causa del rischio di conflitto di interessi, cosa che ha portato anche alla sua messa in stato d’accusa ed alla sua conseguente sostituzione con il Vice Primo ministro, Choi Sang-mok, in data 27 dicembre — il quale ha firmato infine la nomina dei giudici necessari —, nonostante poi questi sia stato assolto) la prima udienza durasse molto poco.
In seguito, riuscita ad arrestare faticosamente il Presidente il 15 gennaio, nonostante le rinnovate proteste dei suoi sostenitori (presto diventati violenti ritenendo il processo “politico”), Yoon è stato infine condotto dalla polizia dinnanzi al Tribunale, che lo ha ufficialmente incriminato poco tempo dopo per insurrezione, notificando ciò alla Corte costituzionale e ponendo il sospeso Presidente agli arresti domiciliari in attesa del processo penale, avviato ufficialmente in parallelo il 20 febbraio.
Alla fine, nonostante fosse stato scarcerato per errori sul mandato su ordine di un magistrato di Seul, egli è stato comunque rimosso in data 4 aprile, quando la Corte costituzionale, concluso finalmente il procedimento, lo ha condannato.
Il 1º maggio viene altresì incriminato per abuso di potere ed arrestato nuovamente, in forma preventiva, in data 9 luglio.

## Vita privata
Yoon è sposato con Kim Keon-hee, presidente della Covana Contents (azienda specializzata nell’organizzazione di mostre d’arte).